# 東京都立蒲田高等学校
東京都立蒲田高等学校（とうきょうとりつかまたこうとうがっこう、英: Tokyo Metropolitan Kamata High School）は、東京都大田区蒲田本町一丁目にある東京都立高等学校。

## 概要
通称「蒲高（かまこう）」。以前は同校独自の器械体操である「蒲田体操」が存在したが、近年は行われていない。
現在は「支援教育を行う普通学校」の一つ、エンカレッジスクールに指定されている。
なお、蒲田高校は東京都で4番目のエンカレッジスクール指定校である。

## 蒲田高校に関する出来事
- 1990年に第10回全国高等学校クイズ選手権の全国大会へ出場した。
- 東京都からエンカレッジスクールに指定された。現在ではNPO法人と協力した体験学習などが実施されている。
- 2011年3月、2007年度と2008年度の入学試験で、髪型や服装の乱れで問題がある（髪を染めている、ピアス、腰パン、スカートが短いなど）として、本来合格点に達していた21人の受験生の成績が改竄され不合格になる不正があった事が発覚。当時の校長が懲戒免職となった[1][2]。同時期、神奈川県平塚市の神奈川県立神田高等学校でも、同様の事例が発生している。
- 現在の硬式野球部は2代目である。初代の野球部の頃、その立地上の都合から練習場が狭く、練習中のボールが近隣の公団住宅や小学校（大田区立新宿小学校）、さらには当時の国鉄の線路などに飛び込む事例が相次ぎ、その都度近隣および国鉄から苦情が来たり、列車事故になりかけるなどのトラブルが絶えなかった。そのような立地上の観点から活動は不可能とされ、野球部は廃部となった。それ以降は永らく野球部が無かったが、2000年代に入ってから練習できるように整備され、野球部も再建された。現在では東京都の地区予選大会にも出場している。

## 沿革
- 1977年12月 東京都立蒲田高等学校として開校。
新設企画当初の仮名称は、同じく大田区内に所在する東京都立田園調布高等学校の旧称である「東京都立大田高等学校」であった[3]。
- 2006年7月 東京都教育委員会から、都下で4校目の「エンカレッジスクール」として指定を受ける（2007年度入学生から適用）。

## 交通
- JR京浜東北線・東急多摩川線・東急池上線蒲田駅東口より徒歩7分（経路案内）。
- 京急本線・京急空港線京急蒲田駅より徒歩15分

## 体育祭
- 毎年5月末頃に体育祭が実施される。この学校では最も白熱する行事である。その中の競技としてある団旗リレーは蒲田高校の体育祭では名物である。

## 学園祭
- 文化祭は「くすのき祭」と呼ばれ毎年9月中旬に行われる。名称は校章のクスノキから来ている。

## 著名な出身者
- 伊藤高史（同志社大学教授）[要出典]
- 村山公保（倉敷芸術科学大学教授）
- 延原達治（歌手、俳優）
- GONGON（ミュージシャン、B-DASHの元メンバー）
- 鎌田次郎（サッカー選手）
- 大竹隆人（サッカー選手）
- ほんまかよこ（グラビアアイドル、タレント）
- 西田美歩（タレント、モデル、グラビアアイドル）
- 久我勇作（ボクサー）
- Riena（モデル）
- ササドキョウハ
- 小山恵吾